# Blågul ara
Blågul ara (latin: Ara ararauna) er en papegøje, der lever i det nordlige Sydamerika.